# Laval-sur-Vologne
Laval-sur-Vologne település Franciaországban, Vosges megyében. Lakosainak száma 630 fő (2022. január 1.). Laval-sur-Vologne Bruyères, Champ-le-Duc, Fays, Fiménil és Prey községekkel határos.

## Népesség
A település népességének változása:
| Lakosok száma | 642  | 642  | 648  | 631  | 626  | 626  | 631  | 633  | 630  |
|               | 2013 | 2015 | 2016 | 2017 | 2018 | 2019 | 2020 | 2021 | 2022 |